# Siverek
Siverek è una città della Provincia di Şanlıurfa, in Turchia.
Nella comunità di Siverek prevale l'etnia kurda. La comunità turca è maggiormente concentrata nel villaggio di Karacadağ.